# Магарчић
Магарчић је мало ненасељено острво у хрватском делу Јадранског мора.
Острво се налази близу рта Думбока на источној обали Дугог отока. Најближе насеље са Дугом отоку је Божава од које је удаљен око 2 км. Површина острва износи 0,055 км². Дужина обалске линије је 0,88 км.. Највиши врх на острву је висок 29 метара.